# Галофоби
Галофоби (від грецьк. hals — сіль і phobos — страх) — організми, що не переносять високих значень солоності і живуть тільки в прісних (солоність не вище 0,5 проміле) або слабо солоних (до 5 проміле) водоймах. За допомогою осморегуляціі галофоби підтримують у рідинах тіла відносно постійну концентрацію осмотично активних речовин, вищу, ніж у прісній воді.

## Представники
До галофобів належать багато водоростей, більшість найпростіших, деякі губки і кишковопорожнинні (наприклад, гідра), більшість п'явок, мохуватки підкласу Phylactolaemata, багато черевоних та деякі двостулкові молюски, багато ракоподібних, більшість водних комах і прісноводних риб, хоча, зазвичай, вони мають вищу стійкість до деякого осолонення води. Всі земноводні — галофоби. До галофобів належать ґрунтові тварини, які уникають засолених ґрунтів, наприклад, черв'як дощовий.